# Kandangrejo (Kedungpring)
Kandangrejo is een bestuurslaag in het regentschap Lamongan van de provincie Oost-Java, Indonesië. Kandangrejo telt 2163 inwoners (volkstelling 2010).